# Dykstraflex
Dykstraflex est un système de motion control créé en 1976 par l'américain John Dykstra, précurseur dans le domaine des effets spéciaux et visuels.
Le Dykstraflex a été développé dans le cadre de la réalisation des effets visuels complexes de la série de films Star Wars. 

## Description
Dykstra utilisa une vieille caméra VistaVision et la monta sur un dispositif semblable à une grue, qui était motorisée et commandée par divers microprocesseurs. Ce système entièrement informatisé permettait à la caméra de se mouvoir selon différents axes : rotation horaire/antihoraire, panoramique horizontal/vertical, mouvement selon un arc/une courbe, travelling avant/arrière et travelling latéral.
Les objets filmés étaient fixes, l'impression de mouvement étant donnée par les déplacements de la caméra autour d'eux. Ces déplacements étaient enregistrés axe par axe, puis joués tous en même temps. On obtenait ainsi des mouvements d'une complexité inédite et surtout qui pouvaient être répétés autant de fois que nécessaire pour filmer séparément les différents éléments d'un plan (par exemple, une première fois pour filmer un vaisseau et une seconde fois pour filmer ses réacteurs).
Ce système permit à Industrial Light & Magic, une filiale de Lucasfilm, de créer les effets visuels les plus remarquables de l'époque.
Pour son film Le Trou noir (1979), Walt Disney Productions a développé un système similaire baptisé Automatic Camera Effects Systems (A.C.E.S.),.

## Récompense
John Dykstra a obtenu un Oscar du cinéma en 1978 pour son système.